# Lasius hirsutus
Lasius hirsutus är en myrart som beskrevs av Seifert 1992. Lasius hirsutus ingår i släktet Lasius och familjen myror. Inga underarter finns listade i Catalogue of Life.